# 黄背勾儿茶
黄背勾儿茶（学名：Berchemia flavescens）为鼠李科勾儿茶属下的一个种。

## 扩展阅读
- 維基物種上的相關：黄背勾儿茶